# Гримау, Рожер
Рожер Гримау (исп. Roger Grimau Gragera; род. 14 июля, 1978 в Барселоне, Испания) — бывший испанский баскетболист. В настоящее время главный тренер клуба «Жак Сантс» из Барселоны.

## Клубная карьера
Рожер Гримау принадлежит к баскетбольной династии. Его отец был баскетболистом и выступал за «Барселону». Его братья Серхи и Хорди являются воспитанниками этого клуба и оба играли на профессиональном уровне. Сам Рожер начинал заниматься баскетболом в школе клуба «ЖАК Сантс», оттуда перешёл в «Оспиталет», затем в «Бадалону», связанную с профессиональным клубом «Ховентуд». В сезоне 1996/97 Гримау стал привлекаться к матчам за этот клуб, но в следующие два сезона продолжал играть и за молодёжную команду. В сезоне 1998/99 он провёл 25 игр за «Ховентуд», выиграл первый в карьере турнир, которым стала Каталонская лига, и набирал в среднем по 3 очка за игру в чемпионате Испании.
Желая получить больше игрового времени 20-летний Гримау в 1999 году перешёл в «Лериду», выступавшую во втором дивизионе чемпионата Испании. Там он сразу стал одним из ключевых игроков, в среднем за игру набирая 16,6 очка. В следующем сезоне он смог вытащить команду в первый дивизион, набирая по 15,9 очка за игру. Сезон 2001/02 для команды и Гримау получился очень удачным. «Лерида», будучи новичком чемпионата Испании, смогла пробиться в плей-офф, где вылетела в четверть-финале от «Барселоны», но получила право выступать в еврокубках (Кубок УЛЕБ) впервые в своей истории. Сам Гримау набирал 14,4 очка в среднем за 34 игры чемпионата. В сезоне 2002/03 Рожер помог команде выиграть Каталонскую лигу и был признан самым ценным игроком турнира. В чемпионате Испании он набирал 14,3 очка в среднем за игру.
В 2003 году Гримау перешёл в «Барселону». Его первый сезон в новой команде был омрачён серьёзной травмой стопы, из-за которой он пропустил половину сезона. Тем не менее Рожер провёл 28 игр в чемпионате Испании, который его команда выиграла. Также он дебютировал в Евролиге, где набирал в среднем 6,7 очка за 9 игр. В сезоне 2004/05 Гримау вновь выиграл Каталонскую лигу, Суперкубок Испании и дошёл с командой до четвертьфинала Евролиги. Хотя Рожер не отличался высокой результативностью, в этом сезоне он стал лидером чемпионата Испании по проценту реализации двухочковых бросков. В сезоне 2005/06 Гримау вновь пропустил много игр из-за травмы, на этот раз локтя. Его Барселона дошла до полуфинала Евролиги, где уступила московскому ЦСКА. В сезоне 2007/08 Гримау получил более важную роль в команде после отъезда Хуана Карлоса Наварро в НБА, а также должность капитана. В чемпионате он набирал 10,2 очка за игра и 10 очков в Евролиге. В сезоне 2008/09 Гримау впервые в качестве капитана выиграл чемпионат Испании, а в следующем сезоне ему и его команде покорилась Евролига. После победы в сезоне 2010/11 в чемпионате Испании Гримау покинул «Барселону» после восьми сезонов, проведённых в клубе.
Летом 2011 года Гримау заключил двухлетний контракт с клубом «Бильбао». В первый сезон он вместе с клубом дошёл до четвертьфинала Евролиги, во второй — до финала Кубка Европы, где испанцы уступили «Локомотиву-Кубань». В сентябре 2014 года Гримау заключил контракт с клубом «Манреса», где провёл один сезон. Летом 2015 года он объявил о завершении игровой карьеры. Всего в чемпионате Испании он сыграл 522 матча, в которых набирал 6,8 очка, 2,3 подбора и 1,4 передачи.

## В сборной Испании
Гримау был членом молодёжной (до 22 лет) и второй сборных Испании. В 2001 году он вместе со второй сборной выиграл золотую медаль Средиземноморских игр. 22 января 2003 года Рожер дебютировал в составе первой сборной в матче квалификации к чемпионату Европы с командой Бельгии, в котором набрал 14 очков. Гримау сыграл и на самом турнире в сентябре того же года и стал серебряным призёром чемпионата Европы.

## Тренерская деятельность
Перед началом сезона 2016/17 Гримау в качестве главного тренера возглавил клуб четвёртого дивизиона Испании «ЖАК Сантс», в котором начиналась его баскетбольная карьера.

## Личная жизнь
В июле 2005 года у Рожера Гримау и его жены Лети родился сын Жоэль.

## Стиль игры
Гримау был скоростным защитником, также способным играть на позиции лёгкого форварда, наиболее успешно действующим в быстрой игре. Его сильной стороной были скоростные прорывы к кольцу, также он имел хороший дальний бросок. Отличался хорошим контролем мяча и умением его отбирать у соперника.

## Достижения
Клубная карьера
- Чемпион Евролиги: 2009/10
- Чемпион Испании (3): 2003/04, 2008/09, 2010/11
- Обладатель Кубка Испании (3): 2007, 2010, 2011
- Обладатель Суперкубка Испании (3): 2004, 2009, 2010
- Чемпион второй испанской лиги: 2001

Сборная Испании
- Чемпион Средиземноморских игр: 2001
- Серебряный призёр чемпионата Европы: 2003

Личные
- Участник матча всех звёзд Второй испанской лиги: 2000, 2001[5]